# Wasserwerk Koblenz-Oberwerth

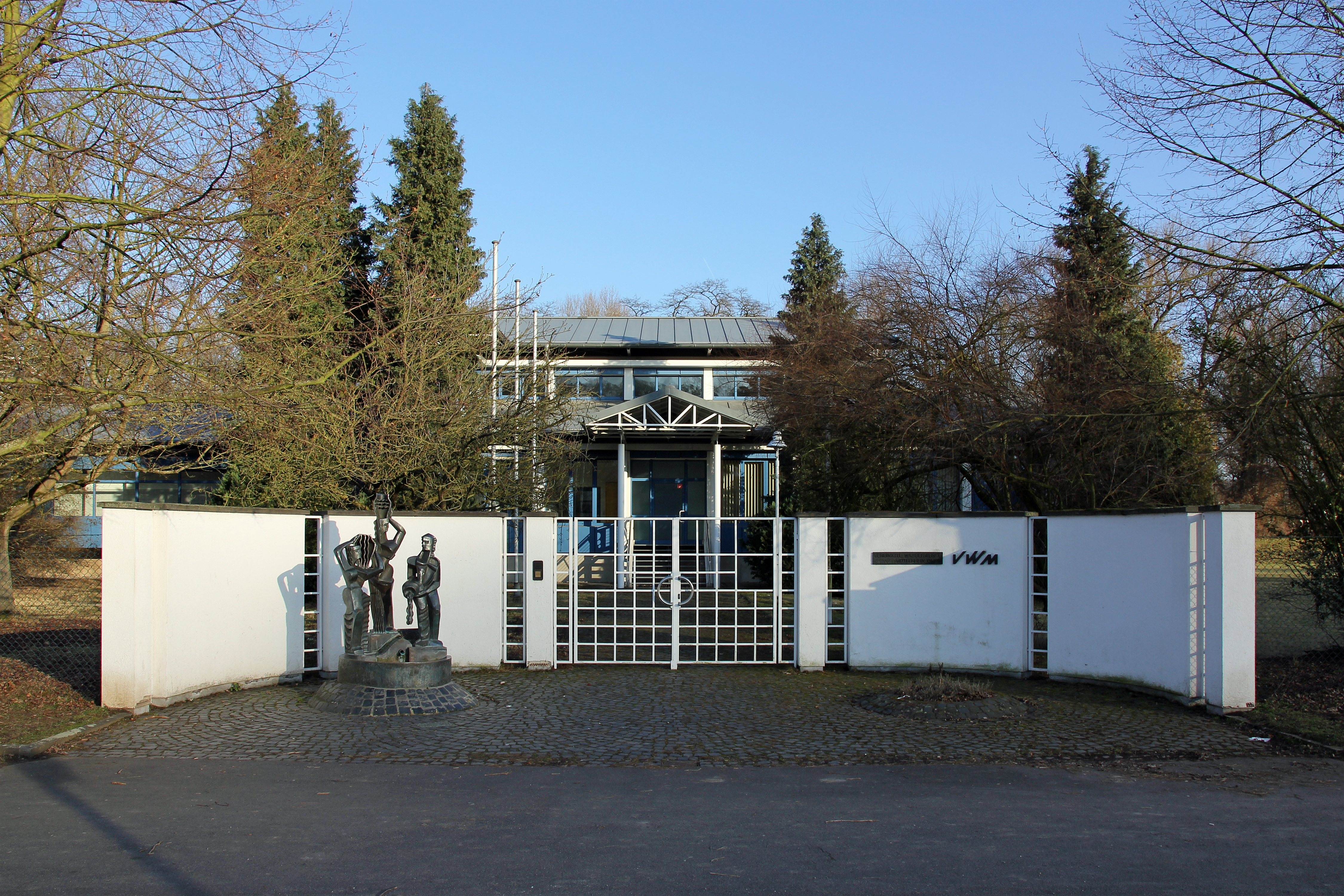
Haupteingang des Wasserwerks Koblenz-Oberwerth

Das Wasserwerk Koblenz-Oberwerth ist das älteste und leistungsstärkste Wasserwerk der Stadt Koblenz. Es wurde erstmals 1886 auf dem Oberwerth, einer ehemaligen Rheininsel, in Betrieb genommen, 1956 neu errichtet und 1983–1993 grundlegend modernisiert. Das Wasserwerk wird im Auftrag der Vereinigte Wasserwerke Mittelrhein GmbH von der Energieversorgung Mittelrhein betrieben. Von dem ersten Wasserwerk ist die denkmalgeschützte Pumpstation II von 1904 erhalten.

## Geschichte

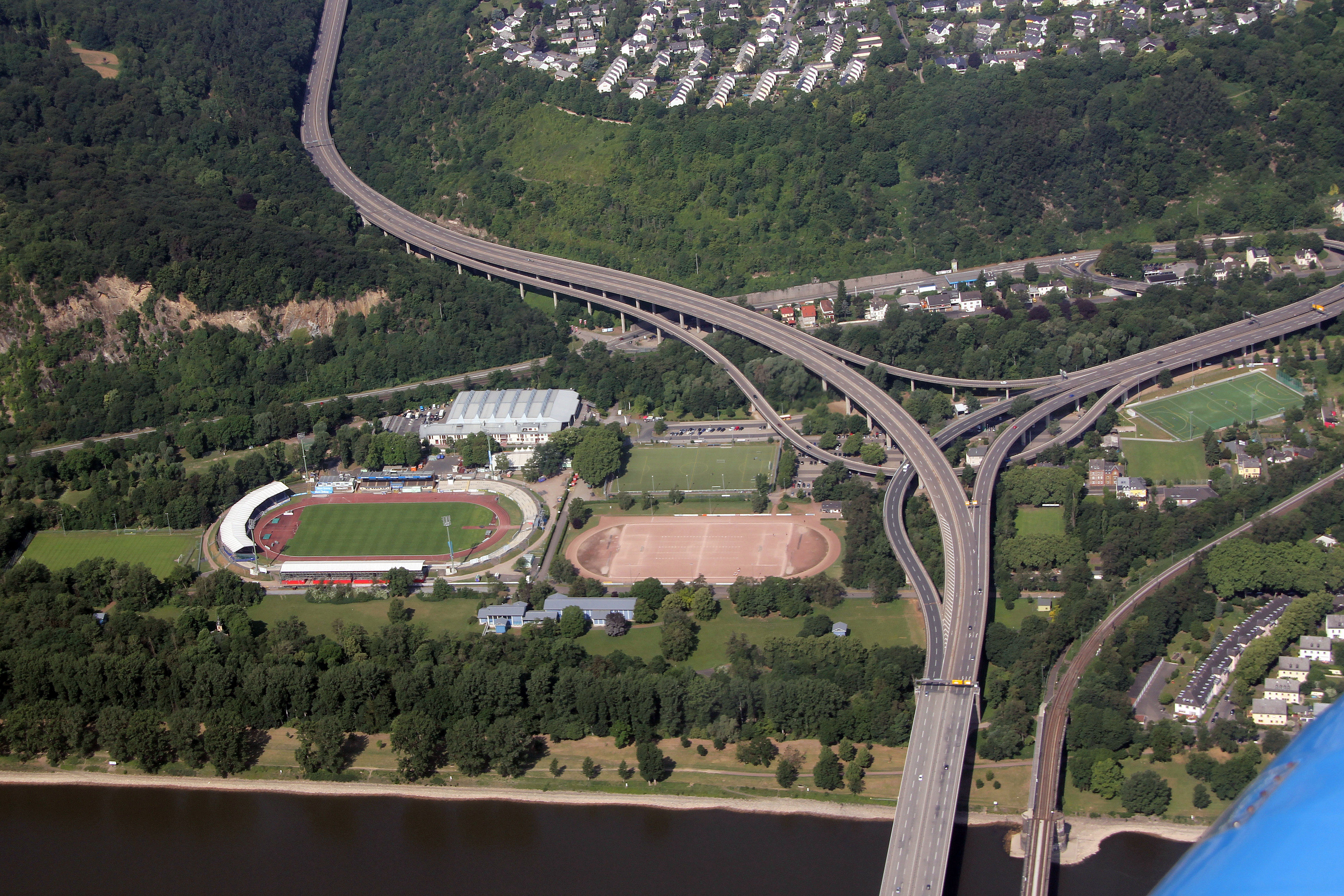
Das Oberwerth in Koblenz mit dem Sportpark Oberwerth und dem Wasserwerk (Mitte unten) 2011

Die Wasserversorgung in Koblenz wurde bis ins 19. Jahrhundert über Ziehbrunnen sichergestellt. Die heutigen Stadtteile Metternich, Ehrenbreitstein und Horchheim konnten hingegen mit frischem Quellwasser versorgt werden. Kurfürst Clemens Wenzeslaus von Sachsen ließ 1783–1786 die erste Wasserleitung von Metternich nach Koblenz verlegen. Daran wurden bis 1812 drei öffentliche Brunnen angeschlossen.
Aufgrund des Bevölkerungszuwachses Ende des 19. Jahrhunderts und zahlreicher Typhusfälle in der Stadt wurde die Neuordnung der Koblenzer Wasserversorgung in Angriff genommen. Bereits 1847 wurde das erste Gaswerk im Rauental in Betrieb genommen. Der Siegeszug der Gas- und später auch der Dieselmotoren beflügelte dieses Vorhaben. Einher ging ebenfalls die Entwicklung der Kanalisation in den 1880er Jahren. Der ehemalige Direktor des Koblenzer Gaswerks Adolf Krackow schlug 1876 den Bau des ersten Wasserwerks vor. Im Herbst 1879 wurden erste Probebohrungen auf dem Oberwerth durchgeführt. Die Trinkwasserqualität an dieser Stelle, ein Mix aus Grundwasser und Uferfiltrat, wurde in einem Gutachten 1882 als positiv bewertet.
Oberbürgermeister Karl Heinrich Lottner beauftragte schließlich den Ingenieur Ernst Grahn mit dem Bau des ersten Wasserwerks auf dem Oberwerth. Die erste mit Gasmotoren betriebene Pumpstation wurde 1885–1886 erbaut. Das Gas lieferte das 1871 fertiggestellte Gaswerk in der Laubach. Dazu kam ein Hochbehälter, der 1889 in der Simmerner Straße auf der Karthause errichtet wurde und der direkt vom neuen Wasserwerk beliefert wurde. Von hier flossen täglich 6000 m³ Wasser, das durch das Gefälle ausreichend Druck erhielt, nach Koblenz in ein Rohrnetz von 27 km Länge. Grahn ließ für die Feuerwehr zusätzlich 220 Hydranten in der Stadt aufstellen. Am Fuße der Karthause hinter dem Hauptbahnhof gab es einen weiteren Wasserturm, der die Dampflokomotiven mit Wasser belieferte und der erst Anfang der 1980er Jahre im Zuge des Ausbaus der B 9 abgerissen wurde.
Mit Aufgabe der Stadtbefestigung 1890 ging eine erhebliche Erweiterung des Siedlungsgebietes nach Süden einher. Die erste Pumpstation konnte nicht die gesamte Stadt versorgen und so wurde 1904 eine Zweite in Betrieb genommen. Später folgten noch zwei weitere Pumpstationen. Das Werk IV wurde dabei Anfang der 1920er Jahre für die US-amerikanische Besatzungsmacht errichtet. Nachdem man bisher das Wasser aus dem Kiesbett des Rheins entnommen und unbehandelt in der Stadt verteilt hatte, ging man um 1920 dazu über, es separat zu behandeln. Damit wurde eine Steigerung der Wasserqualität erreicht. Die Energieversorgung Mittelrhein übernahm 1934 das Wasserwerk.
Nach dem Zweiten Weltkrieg wurde 1956 das Wasserwerk auf dem Oberwerth (Brunnen und Pumpwerk) für 1 Mio. DM (2.971.268 €) neu errichtet. Das alte Pumpwerk II blieb dabei ohne weitere Funktion erhalten. Im Jahr 1964 kam für 3 Mio. DM (7.520.408 €) eine Wasseraufbereitungsanlage zur Austragung der überschüssigen freien Kohlensäure und zur Anreicherung des Rohwassers mit Sauerstoff hinzu. Das Wasserwerk wurde 1983–1993 für 10 Mio. DM (8.960.572 €) grundlegend modernisiert.

## Technische Daten
Das Wasserwerk hat eine maximale Stundenleistung von 1600 m³ und eine maximale Tagesleistung von 37.000 m³ Trinkwasser. Das Rohwasser wird auf der linken Rheinseite in einer Tiefe von 15 m unter der Oberfläche entnommen. Die Entnahmestelle ist mit Kies- und Sandschichten überlagert und fördert eine Mischung aus Grundwasser und Uferfiltrat. Auf einer Länge von 450 m fördern drei Brunnen (zwei Horizontalfilter- und ein Vertikalfilterbrunnen), die parallel zum Rhein angeordnet sind, das Wasser zutage. Die Verdüsung des Rohwassers geschieht in der Aufbereitungsanlage in zwei 350 m³ großen Räumen. Dabei wird es von Kohlensäure entsäuert, Mangan entfernt und mit Sauerstoff angereichert. Der Luftdurchsatz beträgt 330 m³/Minute bei einem Druck von 0,8 Bar. Zusätzlich wird das Wasser über zehn Doppelschichtfilter mit einem Durchmesser von jeweils 3 m filtriert. Vor der Abgabe des Trinkwassers an die Haushalte wird als Korrosionsschutz ein Phosphat/Silikat-Gemisch in einer Konzentration von etwa 1/1000 Gramm pro Liter hinzugefügt. In Absprache mit dem Gesundheitsamt kommt zusätzlich pro Liter 0,1 tausendstel Gramm Chlor zur Desinfektion hinzu.

## Pumpstation II

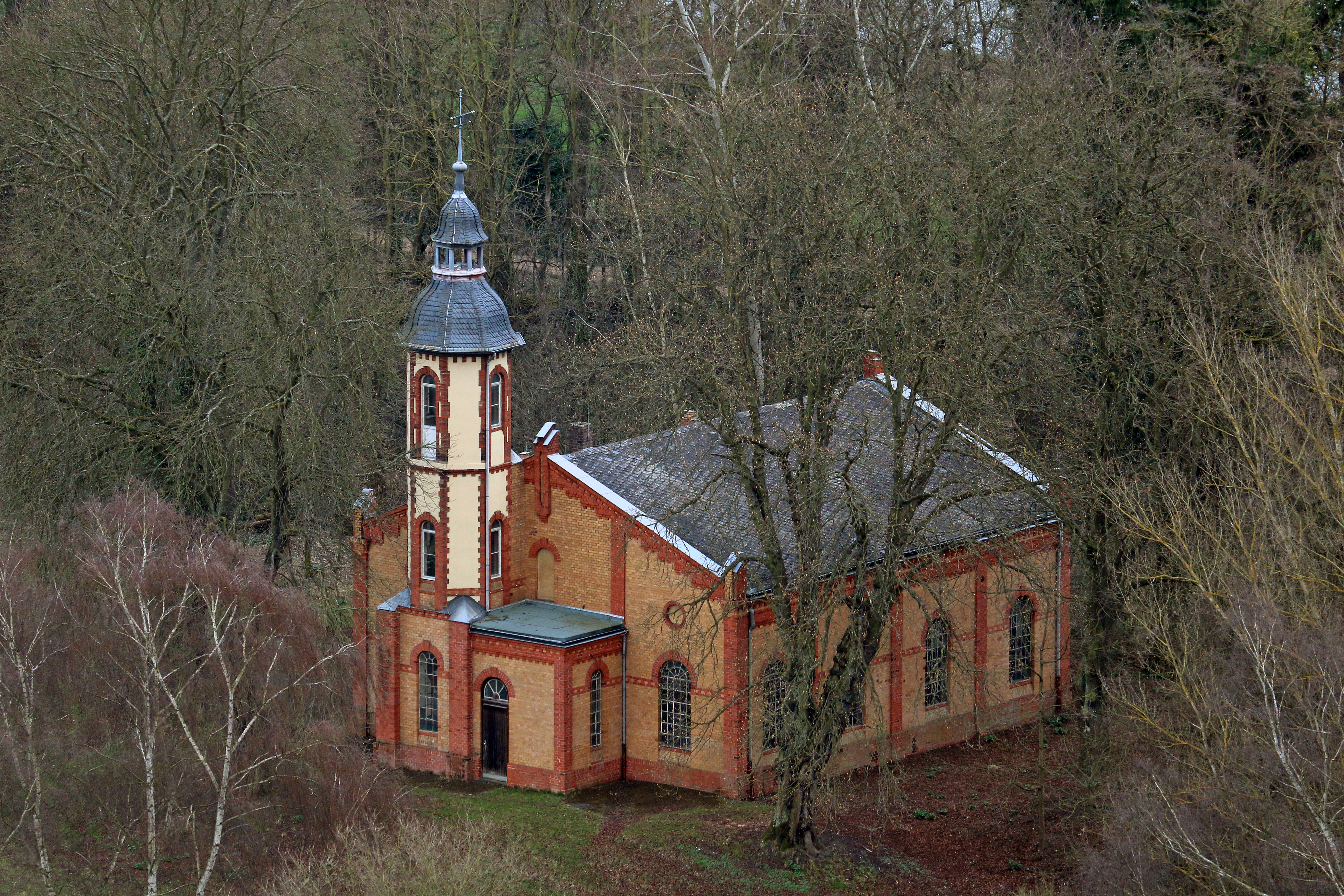
Pumpstation II von 1904

Die Pumpstation II von 1904 (50° 19′ 46,5″ N, 7° 35′ 18,7″ O) wurde wohl nach Plänen des Stadtbaurats Friedrich Wilhelm Ludwin Mäckler errichtet. Die freistehende und breite Maschinenhalle ist ein gelber Backsteinbau mit Gliederungen aus roten Backsteinen im Rundbogenstil. Das Satteldach ist flach geneigt. An der Nordseite besitzt der Bau ein übergiebeltes Portal. An der Westseite schließt sich ein dreigeschossiger Schlauchturm mit welscher Haube an. Im Inneren sind Boden und Wände mit dekorierten Fliesen versehen. Die Maschinen wurden 1954 bis auf den noch vorhandenen originalen Laufkran entfernt.

## Denkmalschutz
Die Pumpstation II des Wasserwerks Koblenz-Oberwerth ist ein geschütztes Kulturdenkmal nach dem Denkmalschutzgesetz (DSchG) und in der Denkmalliste des Landes Rheinland-Pfalz eingetragen. Sie liegt in Koblenz-Oberwerth in der Jahnstraße 40.
Seit 2002 ist die Pumpstation II des Wasserwerks Koblenz-Oberwerth Teil des UNESCO-Welterbes Oberes Mittelrheintal.